# Museo de Bomberos de Alcoy
El Museo de Bomberos de Alcoy (MUBOMA), cuyo nombre oficial es Museo de Bomberos del Consorcio Provincial de Alicante, es un museo ubicado en la calle Alcassares número 64 de Alcoy (Alicante), Comunidad Valenciana.

## Edificio
El museo se encuentra en la conocida como Fábrica de Tacos, un edificio industrial reconvertido en museo para uso cultural. El edificio está levantado en piedra de sillería junto al río Serpis. 
El inmueble se construye a mitad del siglo XIX con el fin de albergar una industria textil. Se destina a la producción de la manufactura de algodón, más tarde es transformado en una fábrica de fieltros convirtiéndose por último en fábrica de hilados hasta que en el año 1985 un incendio destruye el edificio.
El edificio es de planta lineal con una planta baja y dos alturas, con una estructura construida enteramente con madera de pino. La fachada adopta ciertos elementos neoclásicos. La chimenea es posterior y está construida en ladrillo con fuste de forma troncocónica.

## Museo
Es el primer museo de bomberos de la Comunidad Valenciana. Fue inaugurado en julio de 2011. El museo da a conocer la importancia de esta profesión y contiene una colección de herramientas y recursos que han permitido el desarrollo de este oficio.
En el museo se conserva y muestra al visitante el patrimonio que los diferentes parques de bomberos de la provincia de Alicante han ido atesorando con el tiempo. El museo comprende una colección de los primeros vehículos utilizados en las labores de extinción, así como toda clase de objetos, equipos e indumentaria, en definitiva toda la historia de los bomberos en la provincia de Alicante, convertida en una singular colección museográfica.
En Alcoy también se puede visitar el edificio del Parque de Bomberos de 1915, obra de estilo modernista valenciano del arquitecto alcoyano Vicente Pascual Pastor.